# 開心術
開心術（英: open heart surgery）とは、心臓外科手術において患者の心臓を切開し手術操作を行う方法である。人工心肺を用いた体外循環のもとに、心停止下で行われる。
心内病変の修復を行うには心臓の壁を切開して心内に到達する必要があるが、単純に切開しただけでは大出血が起こり全身への血液灌流が停止してしまう。また手術操作のためには、心内から血液が排出された状態（無血視野）が得られること、そして心臓の拍動が止まり、静止した状態で手術が行えることの二条件が得られることが望ましい。これを可能とするために、開心術においては全身組織への血液灌流と酸素化を代替する人工心肺が使用される。また心筋保護、即ち心停止を得ると同時に心停止中の心筋障害を最小限に抑えることを目的として心筋保護液（cardioplegia）を用いるのが主流である。
本項では、弁膜症手術など心内操作のために心臓切開が必要な手術に加え、その他広く心停止法・人工心肺による体外循環を必要とする心臓手術も含めて述べる。

## 歴史
第二次大戦の前後から、1938年に動脈管結紮術、1944年にBTシャント術などの非直視下心臓手術が行われてきたが、本格的な開心術の歴史は戦後より始まる。トロント大学の心臓外科医ウィルフレッド・G・ビゲローは1950年に、心臓手術における全身低体温法を発表した 。それ以前の直視下心臓手術では、常温下の循環遮断時間に3分程度という厳しい制約があり、その短時間で行うことの出来る手技は非常に限られていたが、全身低体温法はこの遮断時間の延長を可能にするものであった。そして1952年にF・ジョン・ルイスらがこの低体温法による心房中隔欠損症の手術を最初に行い、世界で初の開心術の実施例となった。その後も人工心肺による体外循環法と心筋保護法の発達により、心臓血管外科は急速な発展を遂げている。

## 代表的な手術

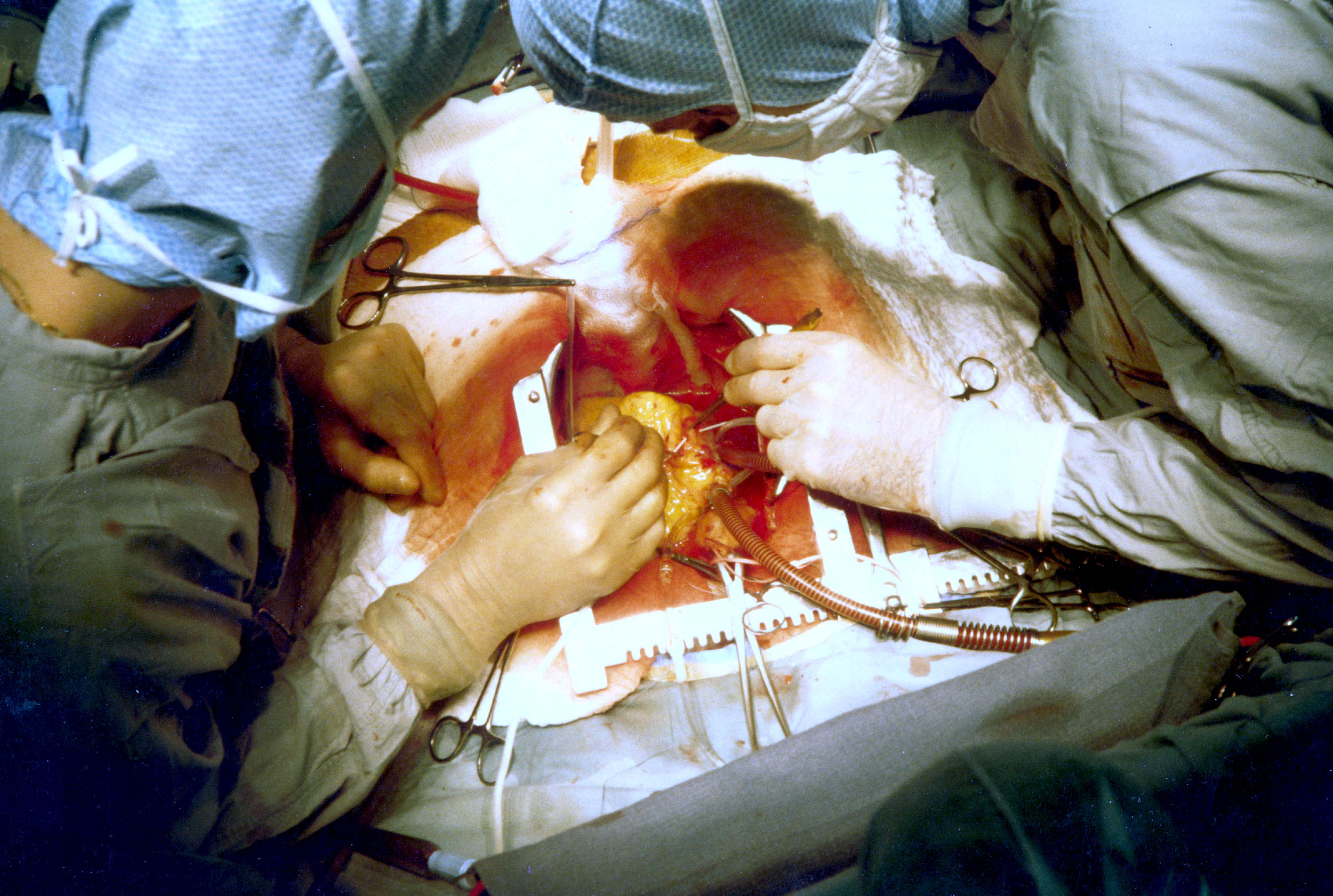
体外循環心停止下の冠動脈バイパス術（オンポンプCABG）

心臓外科領域における手術の大部分は開心術であり、術式は多岐に渡るが、以下に代表的なものを挙げる。
- 弁膜症手術

心臓弁の病変に起因する弁機能不全（弁狭窄・閉鎖あるいは閉鎖不全・逆流症）に対し、弁形成術、弁輪形成術などの弁修復術、あるいは弁修復が不可能な場合は人工弁（生体弁または機械弁）による弁置換術を行う。いずれも体外循環が必須である。
- 冠動脈バイパス術

心筋梗塞・狭心症などの虚血性心疾患に対して冠動脈の狭窄部をバイパスする手術。1964年に最初の大動脈-冠動脈バイパス術（A-C bypass）が行われ、その後人工心肺と心筋保護法の発展とともに体外循環心停止下の冠動脈バイパス術が世界的に普及した。その後1990年代後半からは、体外循環を使用しない心拍動下バイパス術（OPCAB）が開発され、普及してきている。
- 胸部大動脈手術

大動脈弁輪拡張症（マルファン症候群に伴いやすい）や胸部（上行・弓部）大動脈瘤、急性大動脈解離などの大動脈疾患に対する大動脈基部置換術、あるいは胸部大動脈人工血管置換術がある。上行・弓部大動脈に対する置換術などは厳密には開心術とは言えないが、同様に人工心肺を使用し、心停止・心筋保護法を用いた手術を行う。
なお、弓部大動脈置換術の場合は脳灌流を維持するために、体循環とは別のポンプを用いて選択的脳灌流（腕頭動脈あるいは右腋窩動脈、および左総頸動脈に血液を流す）または逆行性脳灌流と呼ばれる方法を行う必要がある。
- 先天性心疾患に対する開心術

小児心臓外科における先天性心疾患に対する心内修復術、また姑息術の一部（ノーウッド手術など）は人工心肺を必要とする開心術であるが、前述の動脈管結紮術やBTシャント術、肺動脈絞扼術などは心拍動下に行う非開心術である。
- 心移植術・補助人工心臓植込み術

重症心不全などの重度に障害を受けた心臓に対して他人の臓器提供者（ドナー）の心臓を移植する心移植術、あるいは心臓の働きの一部を補助する補助人工心臓を植え込む手術が人工心肺下に行われている。
- 心臓腫瘍（心房粘液腫など）の切除術

## 手術の流れ
ここでは一般的な開心術のおおまかな流れについて記述する。
開心術においては術者、臨床工学技士（以下CE）、麻酔科医の三者の術中の意思疎通が不可欠かつ重要である。術野と人工心肺側のやり取りとしては、体外循環開始や離脱の決断、そのタイミングは実際には術者からCEへ口頭での伝達により指示が行われ、その他術野側の回路のクランプや解除・大動脈遮断に合わせた人工心肺のポンプ流量の調節など、あらゆる操作が口頭での意思疎通により行われる。また術野と麻酔科側のやり取りとしては、凝固機能やヘマトクリット、血液ガスなどのデータの確認、輸血の判断、経食道心エコーで術野からは確認しにくい心内の構造物や人工心肺離脱時に残留している気泡の確認、心機能の確認などが行われる。
1. 各種準備
  1. 患者入室、各種モニター装着、麻酔導入（麻酔科医）
  2. 中心静脈カテーテル挿入、Swan-Ganzカテーテル挿入、経食道心エコー挿入（麻酔科医）
  3. 消毒
2. 手術開始
  1. 胸骨正中切開
  2. 心膜切開、心臓露出、送脱血部位の露出・テーピング
3. 体外循環の確立
  1. ヘパリン投与（麻酔科医）、凝固機能（ACT）を測定し十分な延長を確認
  2. 人工心肺の送血管を挿入
  3. 人工心肺の脱血管を挿入
  4. 体外循環開始（CE）
4. 大動脈遮断・心静止
  1. 心筋保護液注入カニューレ挿入 Cannula
  2. 左心ベント挿入
  3. 大動脈遮断（Aortic cross-clamp）
  4. 心筋保護液注入（CE）、心静止（asystole）を確認する
  5. 低体温開始（CE）
5. 心内の手術操作
6. 体外循環離脱
  1. 復温開始（CE）
  2. 大動脈遮断解除
  3. 心拍動再開を確認、心室細動の場合は直流除細動施行
  4. ペースメーカー装着
  5. 経食道心エコーで心内の気泡除去を確認（麻酔科医）、心機能確認
  6. プロタミンを投与しヘパリンを中和（麻酔科医）、ACTが下がっていることを確認
  7. 体外循環離脱（CE）
  8. 送脱血管、ベント、カニューレ抜去
7. 止血操作
8. 心膜縫合、ドレーン挿入、胸骨閉鎖、閉創

## 人工心肺接続の手順

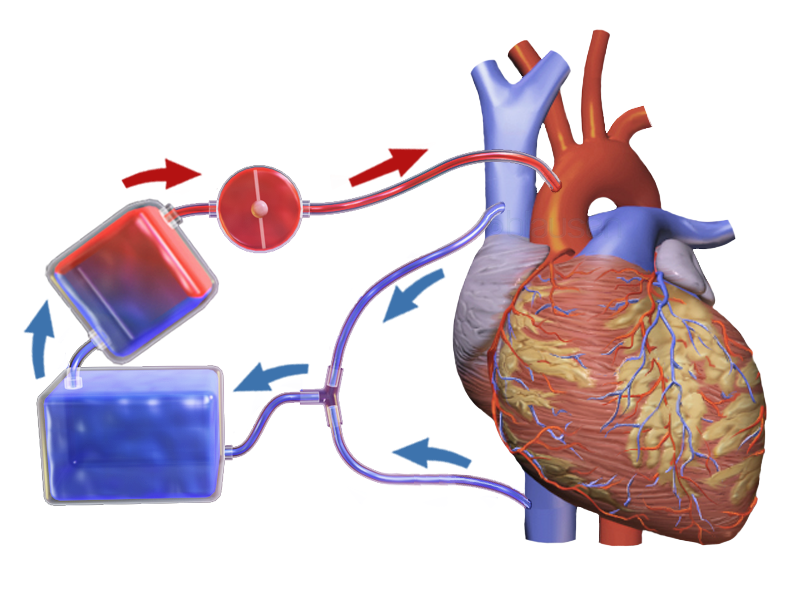
開心術における体外循環の一例。この図に示された人工心肺（左側の装置）は上からポンプ、人工肺、リザーバーによって構成されている。全身組織から返ってきた静脈血は上大静脈と下大静脈に挿入されている2本の脱血管から人工心肺に流れ、心臓を迂回する。血液は人工肺で酸素化されて動脈血になった上で、送血管を通じて上行大動脈から再び全身組織に流れる。（但し送血・脱血の位置・本数は術式により異なる）

巾着縫合（purse-string suture）。この中央に送血管・脱血管などのカニューレを挿入してから糸を締め上げることにより隙間が無くなり、血液の脇漏れを防ぐことが出来る。

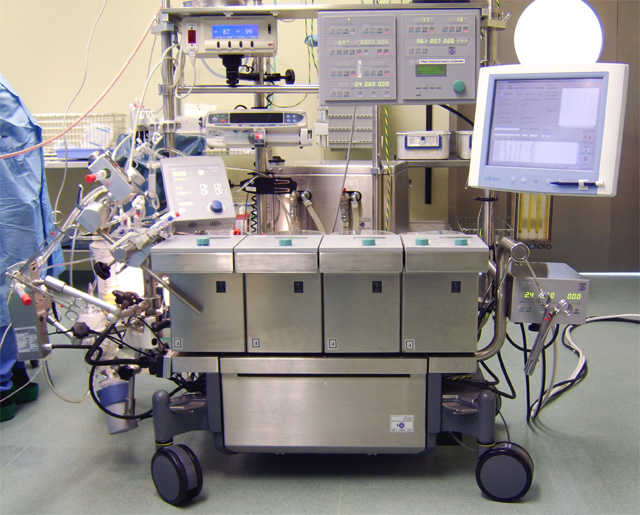
人工心肺装置

人工心肺に接続し体外循環の準備を行う手順について述べる。
- 大血管の露出

心臓露出後、大動脈遮断を確実にするために大動脈周囲を剥離する。大動脈後面に鉗子が通るのを確認し、シロッカーテープでテーピングしておく。
続いて同様に上下大静脈周囲を剥離しテーピングする。大静脈は大動脈に比較して脆弱であり時に損傷を起こすことがあるので注意を要する。
- 送血管挿入

ここでは送血管を大動脈から直接挿入する場合について述べる。大腿動脈など他の部位から体外循環を行う場合も手順は概ね同様である。
挿入予定部位に巾着縫合（タバコ縫合）を二重にかけ、巾着縫合の中央をメスで突き刺し、そこから送血管の先端を挿入する。巾着縫合の糸はターニケットで締め上げる。次いでターニケットの管と送血管を一緒に結紮し、さらに創縁に固定する。送血管は逆行性に血液で満たしたあと、気泡が内部に残らないように注意しながら人工心肺の動脈回路に接続する。ここでCEが動脈回路の拍動を確認する。
- 脱血管挿入

脱血管挿入の方法には、上下大静脈へ2本の脱血管を挿入する方法や、1本の太い二段式脱血管を右心耳から下大静脈に向けて挿入する方法などがある。術式によるが、心房中隔欠損症、心室中隔欠損症、三尖弁手術など右房切開を必要とする場合は上下大静脈の2本脱血にする必要がある。脱血管は、右心耳および右房下部においた巾着縫合から挿入するか、または上下大静脈に直接挿入する。挿入後、人工心肺の静脈回路に接続する。
続いて術者は回路のクランプを開放し、CEが人工心肺のポンプ作動を開始する。
- 心筋保護カニューレ挿入

心筋保護液投与法には、後述するように順行性と逆行性の2種類がある。順行性投与では、大動脈基部に小さな巾着縫合をかけてその中央にカニューレを挿入し、ターニケットを締めて固定する。逆行性投与では、右房中央に巾着縫合をかけて中央に小孔を開けてそこから逆行性カニューレを挿入し冠静脈洞内へ進めるか、または上下大静脈への脱血管挿入が完了して右房を切開した後、冠静脈洞に直視下に挿入し、冠静脈洞開口部に巾着縫合をおいて注入管のバルーンで固定する。
- ベント挿入

左心系のベント（左心ベント, left ventricular vent）挿入は心臓の減圧と空気除去に有効な手法である。挿入部位としては、左室心尖部、右上肺静脈、左房上部などがある。挿入後ターニケットで締め上げ固定するのはその他のカニューレ挿入の手順と同様である。
その他、空気塞栓の危険性なしに右心系と左心系両方の過膨張を防ぐ方法として、肺動脈からのベント挿入を行う方法もある。

以下に代表的なカニューレ挿入部位を示す。
| 脱血部位 | 送血部位                             | 心筋保護液                           |
| -------- | ------------------------------------ | ------------------------------------ |
| 右房     | 近位大動脈, 大動脈遮断鉗子より末梢側 | 近位大動脈, 大動脈遮断鉗子より中枢側 |
| 大静脈   | 大腿動脈                             | 冠静脈洞 （逆行性投与）              |
| 大腿静脈 | 腋窩動脈                             | 冠動脈開口部                         |
|          | 遠位大動脈                           | バイパスグラフト（CABGの場合）       |
|          | 心尖部                               |                                      |

## 心筋保護

### 心筋保護液の目的
開心術における心筋保護液は、以下の目的で使用される。
- 心臓を静止状態にする

心停止状態は元々心臓の冷却（低体温）により行われたが、高カリウムをベースにした心筋保護液により可逆的な心停止が迅速に得られるようになった。これは手術操作を容易にするだけではなく、左心系の心腔開放中に生じる空気塞栓を減少出来る利点がある。
- 心筋のエネルギー需要を減少させる

開心術の多くでは上行大動脈に遮断鉗子がかけられ、持続的な冠血流は途絶する。そこに心筋保護液を使用することにより、心筋のエネルギー需要を減少させ、遮断時間の延長を得ることが出来る。結果として、虚血時間が長時間にわたっても心機能を保つことが出来るようになる。

### 心筋保護液の種類
心筋保護液は以下の2種類に大別される。成人の心筋保護液で最もよく用いられるのは血液添加心筋保護液である。心筋保護液は、その添加物に何を加えるかにより様々な投与法があるが、各々の心筋保護液の組成の優劣については未だ議論の余地が多い。
- 晶質性心筋保護液（crystalloid cardioplegia）

血液（ヘモグロビン）を含まない電解質液。溶存酸素のみを運搬する。温度が低い場合には心筋を維持するだけの酸素の運搬で十分である。従って晶質性心筋保護液は心筋冷却とともに用いられる。透明のため無血術野が得られる利点があるが、大量投与で血液希釈が高度となる。
- 血液添加心筋保護液（blood cardioplegia）

血液を晶質性心筋保護液に一定割合で混合したもの。ヘモグロビンが含まれるので高い酸素運搬能力があり、冷却時のみならず温かい状態でも使用できる（但し低体温状態では、酸素ヘモグロビン解離曲線が左方に偏位しているため心筋が取り込むことが出来る酸素量は減少している）。また血液に含まれる多くの基質が心筋保護に重要な役割を果たしている。膠質浸透圧が維持されるため心筋浮腫を軽減し、術後心機能を改善出来る利点もある。

### 投与経路
心筋保護液は、順行性にも逆行性にも投与出来る。実際には順行性投与と逆行性投与を様々な形で組み合わせて使用することが多い。
- 順行性投与

冠動脈経由で心筋に投与される。通常、大動脈遮断の後に大動脈基部に挿入したカニューレから投与する。ただし大動脈弁閉鎖不全症があると有効に投与出来ない（その場合、左右の冠動脈に直接注入する方法がある）。
- 逆行性投与

順行性投与の補助として、もしくは主たる投与経路として用いる。右房を切開し、冠静脈洞経由で冠静脈に投与し、心筋に到達する。逆行性投与がその利点を発揮するのは主に弁膜症手術である。例えば大動脈弁置換術では、手術操作を中止して個々の冠動脈開口部にカニュレーションすることなく繰り返し投与出来る。

## 開心術の合併症
ここでは心停止・人工心肺の使用に起因する合併症について列挙する。
- 術後心不全

大動脈遮断・心筋保護下の開心術では、心内操作が終わったところで遮断解除して冠血流を再開させる。これにより心臓は拍動を再開するが、もとの心機能に回復するには少なくとも数日間は要する。術中の心停止時間が長ければ長いほど術後心不全は重篤になる。この期間を乗り切るために通常強心剤、血管拡張薬、利尿薬などの投与が必要になる。
- 出血

人工心肺の血液凝固による回路の閉塞を防止するために、送血管・脱血管の挿入の前に抗凝固薬であるヘパリンが投与される。これは人工心肺離脱の際にプロタミンによって中和されるが、完全に凝固機能が元に戻る訳ではない。また、人工心肺回路を血液が通る時に凝固因子が破壊されることもあり、術後は出血が止まりにくくなる。心タンポナーデに陥り手術室に戻って再開胸・止血を行うのも珍しいことではない。
- 脳神経障害

開心術は非開心術に較べて、組織片による微小塞栓や空気塞栓による虚血性脳障害を起こす可能性が高い。送血管・脱血管などのカニューレの挿入、あるいは大動脈に遮断鉗子をかける時に動脈壁の硬化性病変が剥がれ落ち、その破片が血流に乗って塞栓子となり脳梗塞を起こしたり、また人工心肺回路中の空気が原因で空気塞栓を起こすことがある。心臓手術で明らかな脳神経障害を起こす確率は、これまでの報告によれば非開心術（オフポンプ冠動脈バイパス術など）で 2～6%（2000年, Llinas R, et al.） であるのに対して開心術では4.2～13%（1996年, Nussmeier NA, et al.） である。
- 不整脈

開心術により刺激伝導系に与える影響から、術後不整脈が起こることがある。場合により一時的ペースメーカー、あるいは恒久的ペースメーカーの留置が必要になる。
- その他の臓器障害・感染症

開心術は人工心肺により、通常の拍動性の血流とは異なる非生理的な循環が行われる手術である。その非生理的血流が影響して術後肝不全・腎不全などの臓器障害を招く可能性がある。また体力的にも大きな負担となり、免疫力の低下から創部や肺など種々の感染症を起こしやすい。

## 経食道心エコー
経食道心臓超音波検査(TEE: transesophageal echocardiography)。TEEではプローブが心臓に近いため、より良好な画像が得られる。右室と左室の局所的、および全体的機能を評価する。虚血の発症を鋭敏に検出でき、また、弁機能障害の評価ができる。
オンポンプ冠動脈手術の際、人工心肺(CPB: cardiopulmonary bypass)前にTEEを行い、局所と全体の心室機能を術前評価する。
また、オフポンプ手術の際、術前には経胸壁心エコーで心機能を評価しているが、その評価よりもTEEでの評価が悪ければ、術式がオフポンプからオンポンプに変更になることもある。
プローブは全身麻酔導入後、ヘパリン化の前に挿入する。
CPB離脱後に、TEEで心室機能評価、心腔内気泡の確認、弁形成や弁置換の効果判定ができる。

### 禁忌
プローブを挿入する前に、食道穿孔などの重篤な合併症を引き起こす可能性が高いTEEの禁忌について確認する。
禁忌には、
- 食道の手術歴
- 食道狭窄
- Schatzki下部食道粘膜輪
- 食道静脈瘤

などの食道疾患がある。